# Малахов, Николай Константинович
Николай Константинович Малахов (8 мая 1887—1947, село Прасковея, ныне в составе Ставропольского края) — советский шахматный композитор. Счетовод. С 1907 опубликовал несколько сотен задач, преимущественно трёхходовки с правильными матами. На конкурсах удостоен около 50 отличий, в том числе 20 — первых призов. Участник 1-го чемпионата СССР по шахматной композиции (1947) — 7-е место по разделу трёхходовок. В задачах придавал большое значение варианту-угрозе с тематической нагрузкой, тихом ходом, жертвами фигур.